# Silvia Barbescu

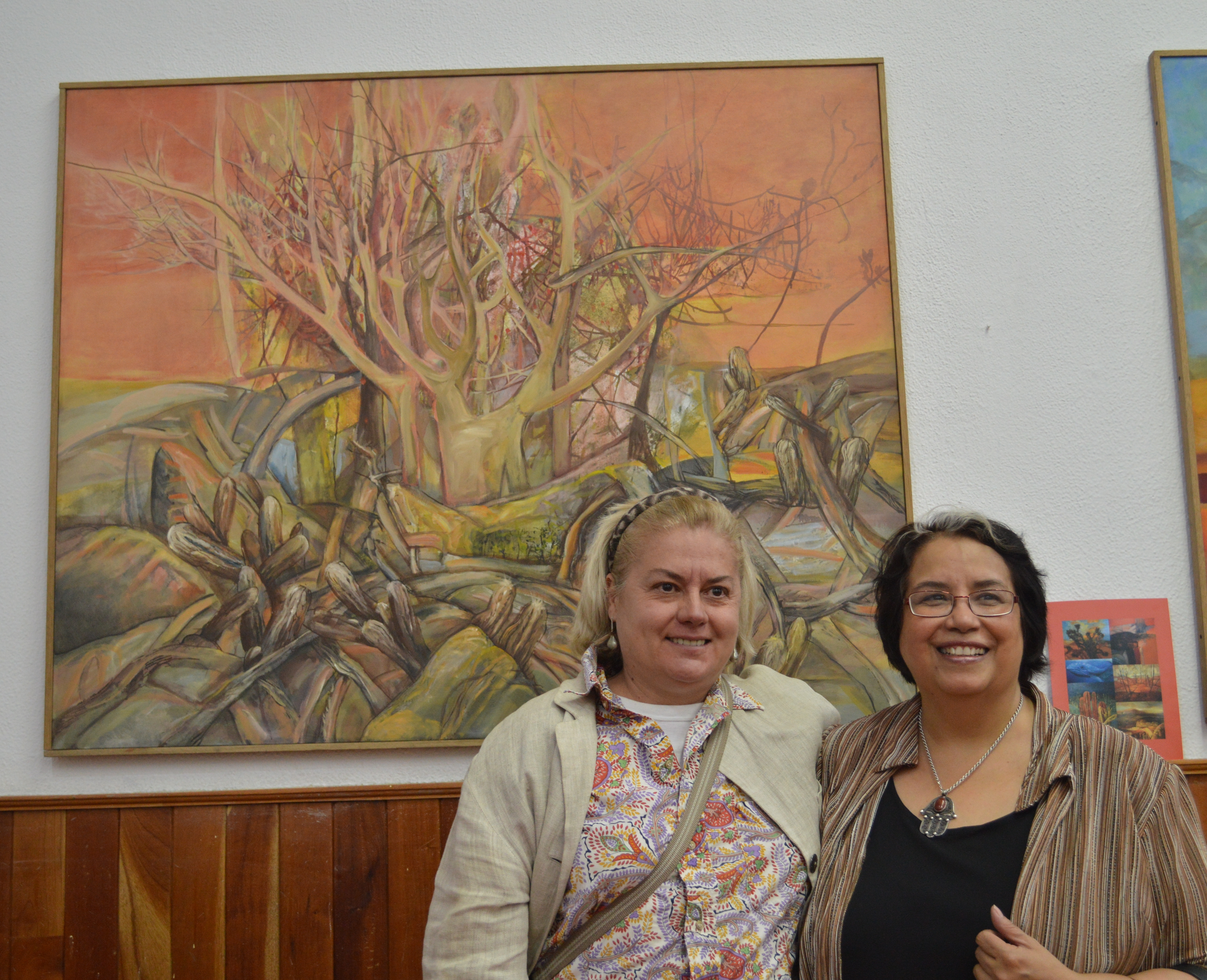
Barbescu (izquierda) con Lilia Cárdenas en la exhibición de Mujeres en el Arte en la Casa de Coahuila, Ciudad de México

Silvia Barbescu (nació en 1961) es una artista rumana multidisciplinar que ha estado desarrollando su carrera profesional en México desde el año 2000 después de ser invitada por el gobierno Mexicano. Su forma de trabajo preferida es media mixta y técnicas mixtas, con imágenes basadas en la naturaleza. Su trabajo ha sido reconocido con varios premios, así como la membresía en el Salón de la Plástica Mexicana y en el Sistema Nacional de Creadores de Arte de México.

## Vida
Barbescu nació en Bucarest, Rumania, y creció durante la era comunista. Estudió en Universidad Nacional de las Artes de Bucarest entre los años 1980 a 1985. Se graduó con un título en Restauración de mural y arte. Aunque con el fin del comunismo podía salir del país, ella permaneció en Rumania hasta el año 2000, cuando viajó a México con una beca. Estando en México se fascinó del país y su cultura por lo que decidió quedarse. Recibió la beca de la Secretaría de Relaciones Exteriores para estudiar su maestría en artes visuales en Academia de San Carlos entre los años 2001 y 2003.

## Carrera
Comenzó su carrera bajo el régimen dictatorial de Nicolae Ceaușescu, relativamente liberal en lo que se les permitían producir a los artistas. Ella empezó trabajando en varios proyectos de restauración, la mayor parte en los murales de iglesias ortodoxas, pero también pintó varios murales en varias partes de Rumania. Este trabajo la llevó a centrarse más en las representaciones de los bosques de Transilvania y otras partes del país.
En el año 2000, recibió una beca y una invitación del gobierno Mexicano para trabajar en los proyectos en la Escuela Nacional de Pintura, Escultura y Grabado "La Esmeralda" en la Ciudad de México y así continuó su carrera en este país. En el año 2005, fundó un taller llamado «Intaglio Atelier Gráfica Contemporánea» que fue dedicado a la producción y enseñanza de los artes gráficos como la escultura, la pintura, la cerámica y vidrio. Su producción incluye dos murales que ahora se encuentran en el hospital IMSS en Toluca (2007) y en el hospital ISSSTE en Puebla (2009). Desde 2010, enseña a dibujar, a imprimir y a pintar en La esmeralda.
Barbescu ha tenido más de 17 exhibiciones individuales y ha participado en varias colectivas en Rumania, Alemania, Países Bajos, Israel y México En 2013, tuvo una exhibición individual llamada «El Jardín del desdén» en la Esmeralda, donde trató con imágenes de animales, insectos y plantas incluyendo un mensaje ambiental.
Ha recibido premios, becas y residencias en Polonia, Bulgaria, Países Bajos y México, incluyendo una beca de la Secretaría de Relaciones Exteriores, una beca para estudiar en la Academia de San Carlos de la misma institución, varias becas del gobierno de Ciudad de México y del XII Bienal Nacional de Dibujo y Estampa Diego Rivera en Guanajuato. Además, ha sido aceptada como miembro del Salón de la Plástica Mexicana y del Sistema Nacional de Creadores de Arte.

## Obra
Barbescu es un artista multidisciplinar, que ha trabajado en impresión, pintura, cerámica, vidrio y esmalte. Prefiere trabajar con media mixta y técnicas mixtas, resolviendo los problemas que eso genera. Un ejemplo es el uso de la impresión y la cerámica para geografías y memoria, patrocinado y en colaboración con Uriarte Talavera. Las obras de Barbescu se centran en la naturaleza y las formas orgánicas complejas, una extensión de sus obras anteriores de representación de bosques. Crea analogías entre la naturaleza y lo que significa el ser humano, con el objetivo de representar lo que es interno y no puede ser visto. Su trabajo es humanista con elementos de expresión abstracta.